# Tri Amigosa
 Ovo je glavno značenje pojma Tri Amigosa. Za druga značenja pogledajte Tri Amigosa (razdvojba).
Tri Amigosa (eng. Three Amigos) je američka vestern komedija iz 1986. koju je režirao John Landis, a scenarij su napisali Lorne Michaels, Steve Martin i Randy Newman (koji je također napisao pjesme za film). U središtu radnje su tri glumca koje glume Steve Martin, Chevy Chase i Martin Short. Ostatak glumačke postave čine Alfonso Arau, Tony Plana, i Patrice Martinez . Priča je to o tri američke zvijezde nijemog filma koje napaćeni ljudi malog meksičkog sela pogrešno smatraju pravim herojima. Glumci moraju pronaći način da opravdaju svoju reputaciju i zaustave zlonamjernu skupinu razbojnika na čijem je čelu El Guapo.

## Radnja
Godine 1916. bandit El Guapo i njegova banda teroriziraju stanovnike meksičkog sela Santa Poco. Carmen, kći seoskog vođe, traži nekoga tko može spasiti njezine seljane. Posjećujući seosku crkvu, gleda nijemi film o Tri Amigosa, o trojici revolveraša koji štite nevine ljude od zlikovaca. Vjerujući da su pravi heroji, Carmen šalje telegram tražeći od njih da dođu i zaustave El Guapa.
Lucky Day, Dusty Bottoms i Ned Nederlander, glumci koji tumače Amigose, traže povećanje plaće za svoj sljedeći projekt, a njihov šef Harry Flugelman ih otpušta. On ih je izbacio iz vile u studiju, zabranio im je pristup i oduzeo im odjeću koju su posudili iz ormara. Uskoro dobivaju Carmenin telegram, krivo ga protumačeći kao ponudu za posao za izvođenje predstave u Santa Pocu. Amigosi provaljuju u studio kako bi uzeli svoje kostime i kreću prema Meksiku .
Oni dolaze u Meksiko i zaustavljaju se u kantini u blizini Santa Poca. Tamo ih zamijene za suradnike njemačkog pilota koji je maloprije stigao u grad, također u potrazi za El Guapom. Amigosi izvode pjesmu "My Little Buttercup" u kantini i b taj način zbune mještane. Nakon što Tri Amigosa odu, dolaze suradnici od Nijemca. Oni potežu revolvere i ubijaju nekoliko ljudi koji su ih ismijavali. Namon što sazna da su Amigosi stigli, Carmen ih pokupi odvede u selo, gdje ih lijepo ugoste.
Sljedećeg jutra, kada trojica El Guapovih ljudi napadnu selo, Amigosi izvode kaskadersku predstavu u holivudskom stilu koja ljude ostavlja zbunjenima. Razbojnici odjašu, tjerajući seljane da misle da su porazili neprijatelja. U stvarnosti, ljudi obavještavaju El Guapa o tome što se dogodilo i on se odlučuje vratiti sljedećeg dana kako bi ubio Amigose.
Selo organizira pobjedničku zabavu za Amigose. Sljedećeg jutra, El Guapo i njegova družina dolaze u Santa Poco i pozivaju ih van, ali oni misle da je to još jedna predstava. Tri Amigosa ponovno izvode svoju točku, ali El Guapo naredi svom čovjeku da ubije jednog od njih. On zapuca i ranjava u ruku Luckya. Glumci tada shvaćaju da obo nije predstava, već stvarnost i da imaju posla s pravim i opasnim banditima. Amigosi odlaze do razbojnika i mole ih za milost. El Guapo ih pušta, te Amigosi odjašu na zaprepaštenje seljana. 
Ned nagovara Luckyja i Dustyja da krenu za El Guapom jer nemaju ništa čemu bi se isplatilo vratiti u Americi i ovo im je prilika da budu pravi heroji. Ugledaju avion i slijede ga; njime upravlja Nijemac, koji je donio pošiljku pušaka za bandu. Priprema se El Guapova proslava 40. rođendana i on tu noć planira spavati s Carmen. Amigosi se bacaju preko zida kako bi se infiltrirali u skrovište s mješovitim rezultatima: Lucky je odmah zarobljen i okovan u tamnici, Dusty upada u Carmeninu sobu, a Ned završava obješen na piñatu .
Lucky se oslobađa, ali Dusty i Ned bivaju otkriveni i držani kao taoci. Nijemac, koji je u djetinjstvu obožavao Nedovu vještinu brzog izvlačenja i okretanja pištolja, izaziva ga na pucanje. Ned ubije Nijemca, a Lucky drži El Guapa na nišanu dovoljno dugo da Carmen i Amigosi pobjegnu u njegovom zrakoplovu.
Vraćajući se u Santa Poco s El Guapom i njegovom bandom koji su im za vratom, Amigosi okupljaju seljane da se zauzmu za sebe. Seljani su nesigurni jer jedino što znaju je šivanje. Crpeći inspiraciju iz jednog od svojih filmova, Amigosi nagovore seljane da naprave improvizirane kostime Amigosa. Kada banditi stignu, Amigosi pucaju na njih sa svih strana i padaju u skrivene rovove. El Guapovi ljudi su zavarani i pomisle da ima mnogo Amigosa te pobjegne i ostave El Guapa samog. On se nastavlja boriti protiv seljana, ali biva ranjen i na kraju umire. Prije nego što umre, seljani, odjeveni kao Amigosi, izlaze kako bi mu se suprotstavili. El Guapo im čestita, zatim puca Luckyju u nogu i umire.
Seljani nude Amigosima sav novac koji imaju, ali Amigosi to odbijaju rekavši: "Naša je nagrada da je pravda zadovoljena." Zatim odjašu u zalazak sunca.